# Isabel de Barcelos
Isabel de Bragança e Pereira ou Isabel de Bragança, também conhecida como Isabel de Barcelos (Barcelos, outubro de 1402? — Arévalo, 26 de outubro de 1465), foi uma nobre portuguesa, filha de Afonso I, Duque de Bragança e 8.º conde de Barcelos e de Beatriz Pereira de Alvim, além de ser neta de Nuno Álvares Pereira, condestável do reino.

## Biografia
Era irmã de Afonso de Bragança, conde de Ourém e marquês de Valença e de Fernando I, Duque de Bragança, e avó materna de Isabel I de Castela e de D. Manuel I. O seu nascimento pode coincidir com a data do irmão Afonso, provável gémeo. Sabe-se que Fernando era o mais novo.
Casou-se em 1424 com seu meio-tio, o infante D. João, condestável de Portugal e Mestre da Ordem de Santiago. Desta união nasceram quatro filhos:
- Diogo (1425 - 1443), condestável de Portugal;
- Isabel (1428 - 1496), casada com João II de Castela e mãe de Isabel I a Católica;[5]
- Beatriz (1430 - 1506), casada com seu primo, o infante Fernando e mãe de D. Manuel I;
- Filipa (1432 - 1450), senhora de Almada.

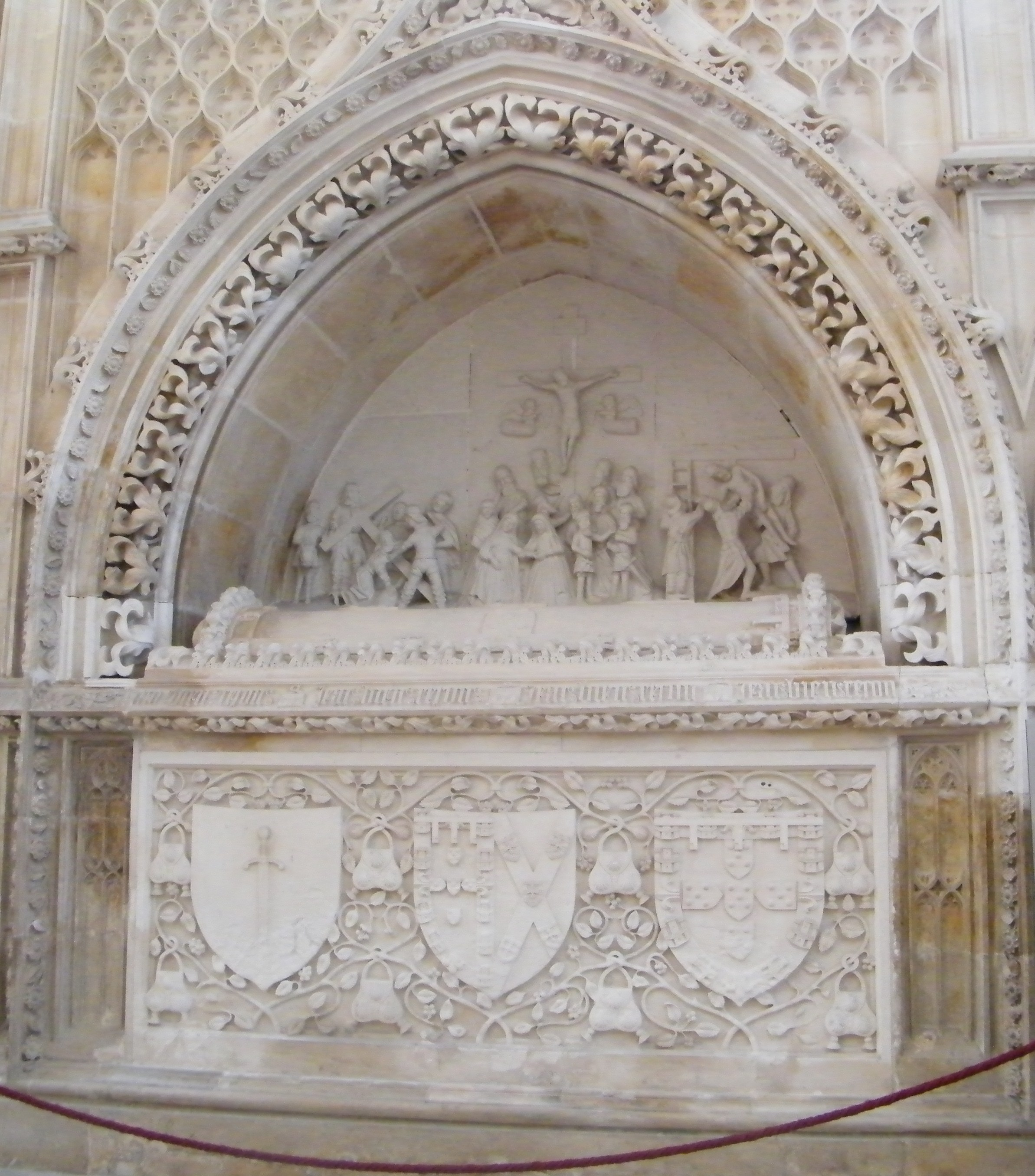
Túmulo de D. Isabel e seu marido D. João.

Enviuvou em 1442, tendo-se retirado para Espanha onde viveu na companhia da sua filha, D. Isabel de Portugal, rainha de Castela. Encontra-se sepultada no Mosteiro da Batalha.